# Georges Vallerey (1927-1954)
Pour les articles homonymes, voir Georges Vallerey et Vallerey.
Georges Vallerey est un nageur français né le 21 octobre 1927 à Amiens et mort le 4 octobre 1954 à Casablanca. Membre d'une famille de nageurs, il commence la compétition en 1943, peu de temps après avoir été décoré de la croix de guerre pour avoir sauvé des marins français de la noyade. En 1945, il bat les records d'Europe des 100 et 200 m dos. Au total, durant sa carrière sportive, entre 1945 et 1949, il s'adjuge sept records d'Europe. En 1946, il devient recordman du monde du 3 × 100 m trois nages, puis des 4 × 100 NL et 4 × 200 NL. Aux Jeux olympiques d'été de 1948, il remporte le bronze sur 100 dos. Il est alors repéré par un entraîneur américain, mais il préfère rester en France. En 1950, il est atteint d'une néphrite qui lui interdit la pratique de la natation. Après quatre ans de traitements très douloureux, il meurt à Casablanca.

## Biographie
Georges-Urbain Vallerey, surnommé « Yoyo » naît le 21 octobre 1927 à Amiens. Il est le second fils d'une famille de six enfants. Sa famille est très liée et au milieu militaire et à la natation. Un de ses grands-pères était colonel et commandeur de la Légion d'honneur. Son père, dont il porte le prénom, Georges Vallerey, a nagé le 200 m brasse aux Jeux olympiques d'été de 1924. Son frère Jehan est champion de France du 400 NL et du 1 500 NL en 1946. Il en détient aussi un temps le record d'Europe, de France et d'Afrique du Nord. Sa sœur Gisèle nage aux Jeux olympiques d'été de 1948 ; en 1950, elle bat même le record du monde du 100 brasse, mais en utilisant le papillon (la FINA n'ayant pas encore distingué les deux nages),.
En 1932, la famille Vallerey déménage à Casablanca. Il est initié à la natation par son père dans les eaux du port. En 1936, il s'entraîne au club de Rabat, créé par son père. Il pratique aussi le tennis à l'Union sportive musulmane de Casablanca où il rencontre Marcel Cerdan.
Lors du débarquement américain à Casablanca, le 8 novembre 1942, les combats sont acharnés entre les forces américaines et les troupes fidèles à Vichy. Les navires français ne sont pas de taille à résister aux bombardements de la flotte alliée. Georges « Yoyo », âgé de 14 ans, et un de ses amis, Robert Guénet sont allés assister aux combats quand Georges se rend compte que les marins français ne savent pas nager et que leurs navires coulent. Les deux adolescents se déshabillent et se jettent à l'eau, recouverte de mazout en feu, et où tombent balles et obus. Ils doivent souvent la vie au réflexe de nager sous la surface. Ils font un va-et-vient entre les navires et la côte (entre 300 et 500 mètres) pour ramener le plus de marins possible. Georges réussit même à amener une barque jusqu'à un navire en feu. Cependant, les deux adolescents se contentent de rentrer chez eux le soir. Ils sont reconnus plus tard par des marins rescapés. Six mois plus tard, les deux adolescents sont décorés de la croix de guerre, avec Étoile de bronze, et cités à l'ordre du régiment par Charles Noguès, résident général de France au Maroc. Selon la tante de Georges Vallerey, Andrée-Marie Legangneux, il aurait sauvé une cinquantaine de marins, mais la citation ne lui en accorde que dix. En 1944, Georges « Yoyo » s'engage dans l'aviation et s'entraîne au vol libre à Mostaganem. Cependant, la guerre se termine avant qu'il puisse rejoindre le théâtre d'opérations du Pacifique comme il l'espérait.
En 1946, à Tunis, les Vallerey rencontrent M. Ders, le président des Dauphins du TOEC, alors entraîné par Alban Minville qui a fait du club toulousain le meilleur de France, avec ses nouvelles techniques. M. Ders réussit à convaincre les deux fils aînés Vallerey de rejoindre son club. Jehan et Georges « Yoyo » s'y installent en 1946 et sont rejoints par le reste de la famille en 1947. Cependant, il y a des dissensions entre les nageurs et leur entraîneur. Après les JO de 1948, la famille retourne à Casablanca tandis que Georges « Yoyo » rejoint le Club de la Plage de l'Isle-Adam. Il a refusé d'aller s'entraîner aux États-Unis, à la demande de Bob Kiputh (en), l'entraîneur de Yale. Pour vivre, Georges Vallerey monte un commerce de chemises près de la gare Montparnasse.
En 1949, Georges Vallerey est le héros d'un documentaire de 22 minutes de Julien Duvivier, Au Royaume des eaux, qui sert de première partie pour la projection au Grand Rex de Au royaume des cieux. Il est filmé à l'entraînement, puis poursuivi par une douzaine d'admiratrices à qui il n'échappe qu'en plongeant du haut d'un pont. Il s'agit d'un clin d'œil à l'immense succès du nageur auprès des jeunes femmes, principalement les nageuses, qu'il séduit sans vergogne, même lors des compétitions internationales.
En juin 1950, lors d'un entraînement, Georges Vallerey souffre des deux jambes, gonflées par un œdème. Le diagnostic, une néphrite, lui interdit immédiatement et définitivement toute pratique de la natation. Un régime très strict lui est prescrit. Il rentre au Maroc en octobre. L'aggravation de son état amène à penser à une insuffisance rénale grave. Il supporte mal d'être cloué au lit et de subir lymphangites et phlébites à répétition. En 1952, il reprend contact avec Bob Kiputh, puis avec le président de la fédération américaine de natation. Il espère que des médecins américains pourraient le soigner. Il ne peut finalement traverser l'Atlantique. En mars 1953, un rebouteux d'Arras réussit, temporairement à le remettre sur pied. Georges Vallerey consulte alors toutes sortes d'autres herboristes ou chiropracteurs, lui coûtant très cher. Des souscriptions et galas de bienfaisance sont organisés en France et au Maroc. Ainsi, Gilbert Bozon organise une rencontre de natation le 23 avril 1953 ; elle rapporte 120 000 Francs. L'argent récolté permet à Georges Vallerey d'aller se faire soigner en Suisse à partir de mai 1953. Son traitement est une alternance de jeûnes et de lavements. Il en sort très affaibli, mais il continue à grossir et à enfler. Le traitement suisse lui coûtant trop cher, il doit rentrer en France en septembre. Un œdème aux yeux lui fait alors perdre la vue. En décembre 1953, à Lyon, 40 litres d'eau lui sont ponctionnés : il redescend alors à 110 kg et retrouve en partie la vue. Début 1954, le traitement lyonnais le ramène à 67 kg. Une nouvelle souscription à l'initiative de L'Équipe et une nouvelle rencontre de natation permettent de financer les traitements. Cependant, en juillet, son taux d'urée atteignant 1,9 g/l de sang, il est condamné à très court terme. Il rentre au Maroc et meurt à Casablanca, le lundi 4 octobre 1954. Il est inhumé dans le cimetière d'El-Hank à Casablanca.

## Carrière sportive
La carrière sportive de Georges Vallerey débute réellement en 1943. Cette année-là, il devient recordman d'Afrique toutes catégories du 100 dos, lors des championnats d'Afrique du Nord. Après sa période militaire, il revient à la compétition en 1945. Il bat d'abord le record d'Afrique du Nord du 400 NL détenu par son frère. Le 3 juin 1945, il bat un record d'Europe sur 200 m dos. Deux semaines plus tard, il bat celui du 100 dos. De 1945 à 1949, il bat un total de sept records d'Europe. Sous les couleurs du club de Rabat, Georges Vallerey se rend à Paris, aux Tourelles, pour disputer les championnats de France de natation de 1945, où il remporte son premier titre sur 100 m dos. Il est alors demandé par de nombreux clubs qui veulent profiter de sa réputation pour se faire connaître. Il effectue une tournée d'exhibitions de deux mois et demi à travers la France. Il entre en équipe de France (la première de ses quatorze sélections) et participe au Grand Prix de la Libération,.
Dès l'année suivante, mais sous les couleurs des Dauphins du TOEC, le 8 août, à Toulouse, Georges, Alfred Nakache et Alex Jany établissent le record du monde du 3 × 100 m 3 nages (dos, brasse, crawl). Cette nouvelle marque mondiale ne passe pas l'été car la même équipe porte la barre encore plus haute pour la franchir avec succès, le 16 septembre à Marseille,. Dans les semaines qui suivent, avec le frère de Georges, à Cannes, le trio bat le record du monde du 4 × 200 NL ; puis, Georges et Jehan Vallerey avec Alex Jany et Charles Babey, battent le record du 4 × 100 NL. Georges Vallerey bat ensuite son propre record d'Europe du 100 dos en 1 minute 5 secondes et 2/10e. Il termine la saison 1946 avec un titre lors du championnat d'Angleterre et du championnat d'Égypte.
En 1947, Georges Vallerey est sélectionné dans l'équipe de France de water-polo masculin. Il y est sélectionné au total quatre fois. Cette même année 1947, il remporte le titre européen sur 100 dos à Monaco.
Aux Jeux olympiques de 1948 à Londres, pour lesquels il est considéré comme l'une des rares chances de médaille françaises, Georges Vallerey gagne la médaille de bronze sur 100 m dos (la seule médaille olympique française en individuel). En 1949, il bat une dernière fois son propre record d'Europe du 100 dos, en 1 minute 3 secondes et 8/10e lors d'une tournée au Maroc.

## Postérité
Plusieurs lieux et établissements portent aujourd'hui son nom, comme la piscine Georges-Vallerey, dans le 20e arrondissement de Paris, la piscine Georges-Vallerey à Amiens, les rues Georges-Vallerey, à Berlin, à Champagnole, à Cholet ou à Créteil.
Il intègre l'International Swimming Hall of Fame en 2017.

## Anecdotes
Alors âgé de onze ans seulement, Georges Vallerey sauve une jeune fille de la noyade[réf. nécessaire]. Cette même année 1938, un Suédois témoigne son enthousiasme devant les prouesses nautiques du jeune Georges en criant « vas-y Yoyo ! ». Ce surnom ne le quitte plus[réf. nécessaire]. Éclectique dans sa pratique sportive, Yoyo pratique aussi le plongeon[réf. souhaitée].